# Жуково-Струсе
Жуково-Струсе (пол. Żukowo-Strusie) — село в Польщі, у гміні Рацьонж Плонського повіту Мазовецького воєводства.
Населення — 52 особи (2011).
У 1975-1998 роках село належало до Цехановського воєводства.

## Демографія
Демографічна структура станом на 31 березня 2011 року:
|          | Загалом | Допрацездатний вік | Працездатний вік | Постпрацездатний вік |
| -------- | ------- | ------------------ | ---------------- | -------------------- |
| Чоловіки | 28      | 7                  | 17               | 4                    |
| Жінки    | 24      | 2                  | 16               | 6                    |
| Разом    | 52      | 9                  | 33               | 10                   |